# Hørret Skov
Hørret Skov ligger ca. 8 km syd for Aarhus i Mårslet Sogn. 
Skoven er ca. 65 ha stor og udgøres for størstepartens vedkommende af løvskov af bøg, eg, ær og ask.[kilde mangler] Flere mindre vandløb, hvoraf nogle med ret stærkt fald, gennemløber området. De løber sammen i Fiskebækken, der igen umiddelbart syd for skoven løber i Kapelbækken, der udmunder i Giber Å. Hørret Skov rummer adskillige fortidsminder, heriblandt en større langdysse fra bondestenalderen. Midt i skoven ligger Uller Eng, der i sommerhalvåret afgræsses af kreaturer.
Hørret Skov hørte tidligere til den nærliggende herregård Vilhelmsborg, men blev i 1973 overtaget af Aarhus Kommune.[kilde mangler]